# Київська спеціалізована школа № 75
Печерський ліцей 75 — один з найстаріших загальноосвітніх навчальних закладів столиці України, міста Києва, та Печерського району.

## Історія школи
Заснована школа 20 травня 1809 року як Київське народне чоловіче училище. Трохи згодом воно стало називатись Києво-Печерським приходським училищем. З 1850 року це було одноповерхове (зараз їх три, другий поверх добудували у 1901 році) однокласне народне училище. У 1894 році воно стало двокласним. У 1917 році заклад став школою прапорщиків, а через рік — трудова школа. 1922 року школа стала інтернатом для учительських дітей. З 1928 по 1930 роки інтернат перетворився у лікбез. Також школа встигла побувати інститутом благородних дівиць, стайнею та навіть шпиталем у роки війни (тоді вже було два поверхи). Врешті-решт у 1934 році — це загальноосвітня школа. Після прийняття незалежності 24 серпня 1991 року заклад став називатися середньою школою № 75. З 2005 року вона стала спеціалізованою школою з поглибленим вивченням української мови. Після відзначення двохсотріччя школі надали статус гімназії, і вона тепер має назву Печерська гімназія № 75. Зараз це навчальний заклад I–III рівня акредитації.
В історію розвитку школи зробили свій вклад титулярний радник Несторович (1809–1831 рр.), протоієрей Микільського військового шпиталю І.М. Масловський (1859–1901 рр.), В.Д. Тищенко (1872–1904 рр.), Н. Чапліна (1884–1894 рр.), М. Дроб'язок та Т. Дроб'язок, О.О. Селюцька і багато інших. З відомих людей вчився тут колишній голова СБУ і власник телеканалу Інтер В. Хорошковський. Один з учнів школи, Денисенко Орест, навіть знявся у кіно, у фільмі «Мийники автомобілів». 2010 року екстерном школу закінчила українська співачка Аліна Гросу.

Емблема школи № 75

У різний час директорами школи були Погоненко Х. О. (з 1809 року), Петренко С. І. (з 1943 року), Михайленко М. О. (з 1946 року), Зімбовський М. В. (1951–1971), Суворова В. В. (1972–1975), Туріцин М. Ф. (1975–1977), Сабадаш Р. П. (1977–1998), Євдокімова С. М. (1998–2003), Ратушна А. М. (2004-2014), Бабіна-Косенко О. І. (2015-2016), Поварчук Г. Я. (2016-2022).

## Сьогодення
Школа розташована на Бутишевому провулку, 11. 
Також на території закладу знаходиться виборча дільниця № 17 виборчого округу № 218.
У школі викладають українознавство, основи здоров'я, трудове навчання, інформаційні технології, інформатику, «Захист Вітчизни», природознавство, хореографію, фізичне виховання і культуру, музику, образотворче мистецтво, математику, алгебру, геометрію, правознавство, всесвітню історію, історію України, фізику, хімію, біологію, географію, українську літературу, зарубіжну літературу, українську мову, англійську мову, німецьку мову, французьку мову, іспанську мову.
У школи є свої герб, емблема, прапор, гімн. 
До 200-річчя школи була випущена книга «Храм виховання і освіти на Печерську», в якій записана історія школи. Презентація книжки відбулась 18 березня 2009 року.
На першому поверсі, у 15 кабінеті, знаходиться музей, присвячений історії школи, відкриття якого відбулось 18 травня 2009 року. У музеї представлені фотографії, раритетний шкільний інвентар та інші експонати.
Також на третьому поверсі, у бібліотеці, міститься музей, присвячений Другій світовій війні. Серед експонатів є фотографії, каска, фляга, зброя, військова камуфляжна сітка та ін. У підвалі школи виявлені ходи до Києво-Печерської Лаври.
У закладі працювали з 2004 року Заслужений вчитель України Ратушна Алла Миколаївна, Заслужений вчитель України та співробітник корпорації Інком Проценко Галина Олександрівна, Заслужений вчитель України Борковська Людмила Іванівна.
Школа брала участь у проекті «Запали свічку пам'яті»,  присвяченому Голодомору 1932-33рр разом із школою № 79. Також брала участь у проектах «Олімпійський урок»  та у фестивалі інтелектуалів «Україна і Європейський Союз» .